# NGC 7661
NGC 7661 (również PGC 71473) – galaktyka spiralna z poprzeczką (SBc), znajdująca się w gwiazdozbiorze Tukana. Odkrył ją John Herschel 1 listopada 1834 roku.